# 王誠羲
王誠羲，陝西省韓城縣（今陝西省韓城縣）人，清朝政治人物、進士出身。
光緒十二年，登進士，同年五月，著主事分部学习，后升任吏部郎中。光緒二十七年，任河南道監察御史。